# Domnom-lès-Dieuze
Domnom-lès-Dieuze – miejscowość i gmina we Francji, w regionie Grand Est, w departamencie Mozela.
Według danych na rok 1990 gminę zamieszkiwało 109 osób, a gęstość zaludnienia wynosiła 16 osób/km² (wśród 2335 gmin Lotaryngii Domnom-lès-Dieuze plasuje się na 936. miejscu pod względem liczby ludności, natomiast pod względem powierzchni na miejscu 849.).